# NGC 1783
NGC 1783 је расејано звездано јато у сазвежђу Златна риба које се налази на NGC листи објеката дубоког неба.
Деклинација објекта је - 65° 59' 7" а ректасцензија 4h 59m 8,8s. Привидна величина (магнитуда) објекта NGC 1783 износи 10,9 а фотографска магнитуда 10,9. NGC 1783 је још познат и под ознакама ESO 85-SC29.